# هادي الشيرازي الحائري
الشيخ هادي بن الشیخ أمین الشیرازي الحائري، هو شيخ وفقيه، ولد في كربلاء سنة 1307 هـ، وقد عاش في كربلاء، وتوفي فيها سنة 1365 هـ، وله من العمر 58 سنة، وصلى عليه السيّد حسين الطباطبائي القمي، ودفن في الجهة الشرقية من صحن الحسين بن علي عند باب الشهداء.